# أفيانيدا
أفيّانيدا (بالإسبانية: Avellaneda)‏ هي مدينة مينائية في محافظة بوينس آيرس، الأرجنتين، ويبلغ عدد سكانه 342,677 نسمة وفقًا لتعداد عام 2010 [INDEC]. تقع أفيانيدا ضمن منطقة بوينس آيرس الحضرية الكبرى، وترتبط بالعاصمة بوينس آيرس عبر عدة جسور تمتد فوق نهر ماتانزا.

## نظرة عامة
تقع أفيانيدا على أرض منحها القائد خوان توريس دي فيرا إي أراغون للكابتن خوان دي غاراي عام 1620، وظهرت أول مستوطنة مينائية تُعرف باسم بويرتو ديل رياتشويلو هناك عام 1731. تأسست البلدة رسميًا باسم باراكاس آل سور في 7 أبريل 1852 على يد قاضي الصلح في كويلمس، مارتين خوسيه دي لا سيرنا، ونمت لاحقًا لتصبح مركزًا رئيسيًا للسكك الحديدية خلال أواخر القرن التاسع عشر. تم تغيير اسمها في 11 يناير 1904 تكريمًا للرئيس الأسبق نيكولاس أفيانيدا، وأُعلن عنها مدينة في 23 أكتوبر 1895، فيما ظل عدد سكانها مستقرًا تقريبًا منذ عام 1960.
تُعد أفيانيدا واحدة من أهم المراكز الصناعية والتجارية في الأرجنتين، حيث تشمل قطاعاتها الاقتصادية الرئيسية المطاحن النسيجية، مصانع تعليب اللحوم، منشآت معالجة الحبوب، مصافي النفط، الصناعات المعدنية، الموانئ، وأسواق المنتجات الزراعية. من بين أبرز الشركات التي تتخذ من أفيانيدا مقرًا لها: "مولينوس ريو لا بلاتا" (معالجة الأغذية)، "سيباس أرجنتيناس" (المشروبات)، "فيروم" (تصنيع تجهيزات الحمامات)، وقناة الأخبار América 24. كما تم تأسيس الجامعة الوطنية في أفيانيدا عام 2009.
كما كانت المدينة تضم السوق المركزي للمنتجات (بالإسبانية: Mercado Central de Frutos)‏، الذي أُقيم على ضفاف نهر رياتشويلو بواسطة رجل الأعمال الأرجنتيني من أصل أيرلندي إدواردو كايسي، وتم افتتاحه عام 1889. كان السوق يمتد على مساحة 150,000 متر مربع وكان في ذلك الوقت أكبر مستودع في العالم. غير أن التوجه نحو اللامركزية في التخزين والتجارة بالجملة خلال القرن العشرين، إلى جانب تأميمه عام 1946 في إطار وكالة التصدير الحكومية IAPI، أدى إلى تراجعه، حتى أُغلق السوق نهائيًا عام 1963، وتم هدمه عام 1966 لإفساح المجال لبناء جسر نويفو بويريريدون، الذي يربط أفيانيدا بطريق فرونديسي السريع في بوينس آيرس.

## الدين
تأسست أبرشية أفيانيدا ولانوس رسميًا عام 1961، بينما كانت كاتدرائيتها، إيغليسيا كاتدرال دي لا أسونسيون، قد كُرِّست قبل ذلك بقرن. غير أن تشييد العديد من المباني الشاهقة حول ساحة ألسينا خلال الخمسينيات والستينيات تسبب في أضرار هيكلية لا يمكن إصلاحها للكاثدرائية، مما أدى إلى إغلاقها أمام الجمهور عام 1967. وفي عام 1971، تم هدم الكاتدرائية، التي كانت ذات طراز إحياء النهضة، واستُبدلت في عام 1984 بمبنى حديث.

## الرياضة
تحتضن أفيانيدا اثنين من أبرز أندية كرة القدم في الأرجنتين، وهما إنديبندينتي وراسينغ. أصبحت المدينة الثالثة عالميًا (بعد ميلانو ومونتيفيديو) التي تضم فريقين متوجين ببطولة العالم، وذلك بعد فوز راسينغ بكأس الإنتركونتيننتال 1967 وإنديبندينتي بكأس الإنتركونتيننتال 1973.